# Psilorhynchus amplicephalus
Psilorhynchus amplicephalus is een straalvinnige vissensoort uit de familie van de spoelgrondels (Psilorhynchidae). De wetenschappelijke naam van de soort is voor het eerst geldig gepubliceerd in 2007 door Arunachalam, Muralidharan & Sivakumar.